# Heřmanice u Oder
Heřmanice u Oder là một làng thuộc huyện Nový Jičín, vùng Moravskoslezský, Cộng hòa Séc.